# 維什尼揚天文台
維什尼揚天文台（Višnjan Observatory）是位於克羅埃西亞維什尼揚村附近的天文台。
維什尼揚天文台的負責人是克拉多·克洛維奇，他是一位多產的天文學家和小行星的發現者。2009年，維什尼揚天文台遷至 Tičan（位於北緯 45°17′27″，東經 13°44′57″）並接收了觀測資料。

## 歷史
維什尼揚天文台成立於1992年，是一座公共天文台，致力於天體測量和搜尋新小行星。日益嚴重的光污染使維什尼揚的觀測變得困難，因此觀測於2001年停止。2009年，一座新的天文台在距離約2.5公里的Tičan村附近完成。

## 發現
| see § List of discovered minor planets |

## 榮譽
小行星9244以維什尼揚天文台所在的城鎮命名。

## 外部連結
- 官方网站
- http://www.en.sci.hr/ 的存檔，存档日期2018-10-29.